# Blohm & Voss BV 155
Blohm & Voss BV 155 — німецький висотний перехоплювач, який Люфтваффе хотіли використовувати проти рейдів американських Boeing B-29 Superfortresses. У 1942 році було розпочато роботу над конструкцією Messerschmitt Me 155, але проєкт пройшовши через тривалий період розробки та зміну власника, а на час закінчення війни прототипи були ще на стадії випробувань.

## Історія
Оцінки ефективності американських літаків B-29 Superfortress досягли німецького командування у кінці 1942. Бомбардувальник міг літати на такій висоті на якій німецькі винищувачі не могли ефективно оперувати. Для їхнього перехоплення Люфтваффе потребували новий літак. Роботи над таким висотним винищувачем були розпочаті Мессершміттом, але у 1943 проєкт було передано до Blohm & Voss. Результатом став прототип Bv155, який здійснив перший випробувальний політ у вересні 1944.

## Me 155
Історія BV 155 розпочалася у КБ Мессершмітта навесні 1942. Виникло замовлення на одномісний винищувач для авіаносця Граф Цеппелін, який було переведено на добудування. У відповідь Мессершмітт запропонував Me 155. В інтересах економії та спрощення, він використовував багато компонентів від Messerschmitt Bf 109, являючи собою морську версію ранніх винищувачів Мессершмітт.
Me 155 мав двигун DB 605A-1 з рідинним охолодженням двигуна потужністю 1455 к.с. Фюзеляж був більш-менш схожий на Bf 109G, але з повністю новим крилом. Шасі прибиралося всередину крила, що дало широку колію для безпечної посадки на авіаносець. Було встановлено стандартне морське обладнання, таке як складні крила, катапультні катушки та аерофінішер. Пропонованим озброєнням була гармата 20 мм MG 151, яка встановлювалася у двигун та дві 20 мм гармати MG 151 та два 13 мм (.51 in) кулемети MG 131 у крилах. Він міг досягати максимальну швидкість у 649 км/год.
Детальна конструкція Me 155 була закінчена у вересні 1942. Проте, чисельні затримки у будівництві Графа Цеппеліна вказували на те, що завершення авіаносця буде тривати два роки. Мессершмітту було запропоновано відкласти проєкт Me 155 на невизначене майбутнє. Роботи над Графом Цеппеліном було невдовзі скасовані.

### Me 155A
Для того, щоб всі роботи над проєктом Me 155 не були даремними, Мессершмітт переробив конструкцію у листопаді 1942 для відповідності вимогам Люфтваффе на одномісний швидкий бомбардувальник. Він міг нести одно 1000 кг бомбу SC1000. Все обладнання для авіаносця і більшість озброєння було знято з літака. Було встановлено додаткові паливні баки і збільшене хвостове колесо яке не прибиралося у фюзеляж для простого керування літаком на землі з великою бомбою. Пропозиція отримала назву Me 155A.

### Me 155B
Наприкінці 1942 зростаюча кількість авіарейдів ВПС США і розвіддані про новий американський бомбардувальник B-29 призвели до потреби Люфтваффе у висотних винищувачах. Мессершмітт переробив конструкцію Me 155 для потреб Люфтваффе, об'єднавши проєкт з власною розробкою Me 409, пізніше Bf 109ST; новий літак отримав назву Me 155B. Двигун був DB 628, який базувався на двигуні DB 605A з двоступінчастим механічним нагнітачем з індукційним охолоджувачем. Літак мав герметичну кабіну. Було визначено, що практична стеля яку можна було досягти становила 14097 м.
У травні 1942 перероблений Bf 109G під двигун DB 628 зміг досягти висоту у 15500 м. Проте, Технічний відділ вирішив, що двигун DB 603A з турбонаддувом на вихлопних газах був більше перспективним. Двигун DB 603A мав потужність 1,201 кВт (1,610 к.с.) на зльоті та 1,081 кВт (1,450 к.с.) на висоті 15000 м (49,210 ft). Зміни у двигуні потребували збільшення фюзеляжу для розташування турбонаддуву за герметичною кабіною. Вихлопні гази поступали на турбонаддув через зовнішні канали. Повітря проходило через вентральний прогин на крилі. Стандартні крила Bf 109G встановлюватися на нові неопренові частини центроплану. Інші частини були прибрані з конструкції Мессершмітта – вертикальний хвіст був від Me 209, а горизонтальний хвіст і шасі були взяті від Bf 109G.
У серпні 1943 RLM усвідомили, що Мессершмітт був перевантажений і передала розробку Blohm & Voss. Конструкторська група прийшла до висновку, що існуюча конструкція Мессершмітта мала багато недоліків і потребує повної переробки.

## BV 155
У вересні 1943 було замовлено п'ять прототипів. Blohn & Voss погодилася прийняти замовлення за умови повної свободи у конструюванні і не залежати від розробок Мессершмітта. Нова модель була названа BV 155. B&V дали їй нове крило ламінарної форми і хвостове оперення, шасі було взято від Ju 87, як і більшість інших частин літака. Подальші тестування в аеродинамічній трубі виявили серйозну проблему з обертовими радіаторами, під великими кутами атаки крило "закривало" їх від повітряного потоку і від цього страждало охолодження. Робота перейшла до виправленої моделі B.
Перший прототип, BV 155 V1, піднявся у повітря 1 вересня 1944. Випробування V1 показали, що підвісні радіатори давали недостатнє охолодження, особливо при високих кутах атаки. Повітрозабірники на наступному прототипі були збільшені й перенесені під крило. Проте, збільшення радіаторів привело появи проблем з центруванням, що потребувало переміщення герметичної кабіни вперед. Група розробників Blohm & Voss використала цю можливість для заміни кабіни Bf 109G на кабіну яка зсувалася назад з оглядом на 360 градусів з прибраним гарготом. Це, своєю чергою, потребувало встановлення більшого руля. Вентральна радіаторна вана також була збільшена.
З усіма цими всі змінами BV 155 V2 піднявся у повітря 8 лютого 1945. Blohm & Voss все ще не були задоволені конструкцією і перед початком льотних випробувань V2 вони запропонували змінити двигун на DB 603U який мав більший механічний привід нагнітача DB 603E. DB 603U обіцяв потужність 1238 кВт (1660 к.с.) на зльоті та 1066 кВт (1430 к.с.) на висоті 14935 м (49,000 ft). Вентральний турбонагнітач залишився. Технічний відділ вирішив прийняти цю пропозицію і залишив всі роботи над BV 155B на користь переглянутої конструкції, який отримав назву BV 155C.
BV 155 V2 був пошкоджений після відновлення через погане приземлення. Він повинен був бути заміщений у програмі тестування на BV 155 V3. BV 155 V3 відрізнявся від V2 у тому, що мав DB 603U призначений для BV 155C. Проте, капот двигуна і турбонагнітач залишилися не змінними.
Для BV 155B пропонувалися різні схеми озброєння. Один з варіантів мав мотор-гармату (або Motorkanone) 30 мм (1.18 in) гармату MK 108 та дві 20 мм гармати MG 151/20. Інший мав установку мотор-гармати 30 мм (1.18 in) MK 103 і дві встановлену у крилах 20 мм гармати MG 151. Досягнута максимальна швидкість становила 650 км/год на висоті 12000 м та 690 км/год на висоті 15999 м. Практична стеля становила 16950 м. Вага порожнього становила 4869 кг. Нормальна вага спорядженого літака становила 5126-5488 кг, в залежності від озброєння.
Відповідно інформаційного листка Pegasus Models Kit No. 5002, V1 та V2 були передані Королівським ВПС після війни.  V1 був протестований до списання.  Доля V2 не відома.  V3 зберігається у сховищі музею Авіації та Космонавтики США.

### BV 155C Project
Паралельно з розробкою прототипу, Blohm & Voss працювали над додатковими змінами у Проєкті 205. P.205 замінив підкрильові радіатори на кільцевий радіатор навколо двигуна, конструктивна особливість яку можна зустріти на деяких німецьких розробках. Тепер коли крила були вільні від радіаторів, вони стали простішими й тоншими. Це також скоротило пробіг, що пізніше було визнано вдалим рішенням. Нова конструкція стала простішою, легшою і швидшою і планувалося зробити її стандартною версією літака. Під час жовтневої переоцінки, було погоджено, що моделі від V1 до V3 будуть завершені як моделі B, а нова серія з п'яти машин буде випущена за стандартом BV 155C.
BV 155C повинен був суттєво відрізнятися за зовнішнім видом від BV 155B. Було прибрані незграбні крильові радіатори BV 155B, а основні стійки шасі були переміщені всередину щоб прибиратися всередину. Охолодження відбувалося за допомогою кільцевого фронтального радіатора як у Focke-Wulf Ta 152. Великі круглі повітрозабірники були прикріплені з боків фюзеляжу на коренем крила.

## Специфікації (BV 155B)
Джерело: 
Основні характеристики
- Екіпаж: 1
- Довжина: 12 м
- Висота: 3 м
- Розмах крила: 20,5 м

- Площа крила: 39 м²
- Маса порожнього: 4870 кг
- Маса спорядженого: 5520 кг Варіант A

5125 кг Варіант B
5100 кг Варіант C
5440 кг Варіант D
- Нормальна злітна маса: 6020 кг
- Маса палива у внутрішніх баках: 1200 л
- Силова установка: 1 × інвертований поршневий двигун з рідинним охолодженням V-12 з турбонагнітачем TKL 15 Daimler-Benz DB 603A   ( 1,200 кВт (1,609 к.с.) на висоті 10000 м

1,081 кВт (1,450 к.с.) на висоті 15000 м)
- Повітряний гвинт: 4-лопатевий гвинт з постійною швидкістю

Льотні характеристики
- Бойовий радіус: 460 км при максимальній безперервній потужності з 595 л пального над рівнем моря

560 км з 595 л палива на висоті 10000 м
590 км з 595 л палива на висоті 16000 м
1080 км з 1200 л палива над рівнем моря
1350 км з 1200 л палива на висоті 10000 м
1440 км з 1200 л палива на висоті 16000 м
- Швидкопідйомність: 11,5 м/с початкова

3,92 м/с на висоті 16000 м
Озброєння
- Бойове навантаження:

Варіант A
- 1 × 30 мм (1,181 дюйм) Гармата MK 108 в установці Motorkanone стріляла через вал гвинта
- 2 × 20 мм MG 151/20

Варіант B
- 1 × 30 мм (1,181 дюйм) Гармата MK 103 в установці Motorkanone стріляла через вал гвинта з 60 снарядами
- 2 × 15 мм (0,591 дюйм) Гармата MG 151 по 200 снарядів на гармату

Варіант C
- 3 × 30 мм (1,181 дюйм) Гармата MK 108 по 60 снарядів на гармату.

Варіант D
- 3 × 30 мм (1,181 дюйм) Гармата MK 103 по 60 снарядів на гармату (у двох підкрильових обтічниках).

### Виноски
1. 1 2  Lepage 2009, p. 228.
2. 1 2  Hans Amtmann; The Vanishing Paperclips, Monogram, 1988, Pages 63-64.
3. ↑  Green 2010, pp. 148–152.